# حكومة إمارة أفغانستان الإسلامية
حكومة إمارة أفغانستان الإسلامية هي حكومة أفغانستان كما تم إنشاؤها وممارستها من قبل الإطار الحالي لحركة طالبان الإسلامية في أفغانستان. وتتكون من السلطات التشريعية، التنفيذية والقضائية للحكومة، ولكن الإعداد الحالي مؤقت فقط حيث من المقرر صياغة دستور جديد في عام 2022. في غضون ذلك، أعلنت الحكومة الحالية أن النسخة المعدلة من دستور 1964 لأفغانستان ستكون مؤقتًا بمثابة القانون الأعلى للبلاد.

## القيادة العليا

### القائد الأعلى
يستمد المركز الأعلى من الهيكل السياسي الأصلي لأفغانستان من عام 1996 ميلادي إلى عام 2001 ميلادي خلال فترة حكم ملا محمد عمر. تم منح عمر رسميًا لقب أمير المؤمنين وتقلد المنصب الرسمي كرئيس المجلس الأعلى لأفغانستان. في مسودة دستور عام 1998 ميلادي، كان أمير المؤمنين هو اللقب الرسمي لرئيس الدولة.
المنصب الحالي للمرشد الأعلى، الذي يشغله الملا هبة الله أخوند زاده، هو رئيس الدولة، والقائد العام للجيش الإسلامي الأفغاني، أعلى سلطة دينية في البلاد، ولديه الموافقة النهائية وتشريع القرارات والتعيينات السياسية. يتم تعيين جميع المشرعين والوزراء والقضاة مباشرة من قبل المرشد الأعلى بعد التشاور والموافقة مع مجلس القيادة. كما يمكن للمرشد الأعلى أن يرشح أعضاء مجلس القيادة لاقتراح المسؤولين للحصول على الموافقة النهائية.

### مجلس القيادة
مجلس القيادة هو الهيئة التنفيذية والتشريعية الفعلية لإمارة أفغانستان الإسلامية التي كان أعضاؤها من كبار المسؤولين في نظام الملا عمر، وتطوروا إلى مجلس شورى كويتا في باكستان. كان سلف مجلس القيادة هو المجلس الأعلى لإمارة أفغانستان الإسلامية، وكان عمر يرأسه بنفسه. يتألف المجلس من الوزراء ورئيس القضاة وكبار القادة العسكريين.
يتألف مجلس القيادة من 30 عضوًا مع أكثر من نصفهم بقليل من 18 لجنة مسئولة عن الإشراف على مجالات مختلفة من السياسة. ومن بين الأعضاء الآخرين قادة كبار من العلماء. قبل الاستيلاء على طالبان في عام 2021، كانت حركة طالبان يحكمها مجلس القيادة مع اللجان التي تعمل كهيئات وإدارات حكومية في الأراضي التي يسيطرون عليها.
يمارس مجلس القيادة حاليًا الإشراف القانوني على مجلس الوزراء الأفغاني والنظام القضائي وقوات الأمن مع سلطة الموافقة أو إقالة القضاة والقادة والوزراء. ومع ذلك، فإن التعيينات الوزارية الرئيسية مثل وزير الدفاع ووزير الداخلية ووزير الخارجية يتم إجراؤها مباشرة من قبل مجلس القيادة. ومع ذلك، فإن معظم أعضاء رؤساء الأقسام داخل مجلس الوزراء هم في الأساس أعضاء في مجلس القيادة، مع اعتبار المسؤوليات تجاه كلا الهيئتين مترادفة. في التمرين؛ وهذا يعني أن مجلس الوزراء عاجز فعليًا مع اتخاذ معظم القرارات من قبل مجلس القيادة. اللجان المكونة لمجلس القيادة هي:
- محكمة العدل العليا
- مفوضية الشؤون السياسية
- لجنة الشؤون العسكرية
- لجنة الشؤون الثقافية
- اللجنة الاقتصادية
- الهيئة المالية المستقلة
- هيئة التعليم
- هيئة الصحة
- اللجنة المؤسسية
- هيئة شؤون السجناء
- هيئة الزراعة
- هيئة المرافق العامة
- لجنة الحدود
- هيئة الأيتام والعجز
- لجنة المخابرات
- لجنة التعدين
- هيئة الإرشاد والدعوة
- الوقاية، الاستماع لروايات الضحايا المدنيين
- ضباط العلم والرقابة الشرعية

## تنفيذي

### رئيس الوزراء
منصب رئيس وزراء أفغانستان قائم منذ مملكة أفغانستان. تم تعيين هذا المنصب وانتخب فيما بعد خلال حكم سلالة باراكزاي حتى دولة أفغانستان الإسلامية. تم إلغاء هذا المنصب في ظل الإمارة الإسلامية والجمهورية الإسلامية، ولكن أعيد تشكيله لاحقًا بعد سقوط كابل في عام 2021.
منصب رئيس الوزراء الحالي على عكس الأنظمة السابقة. محدودة للغاية في السلطة، كونها مسؤولة عن الإشراف على الخدمة المدنية كرئيس لمجلس الوزراء في أفغانستان. كل القرارات يتخذها المرشد الأعلى ومجلس القيادة في قندهار. رئيس الوزراء الحالي هو محمد حسن أخوند الذي تم تعيينه في 7 سبتمبر 2021. رئيس الوزراء لديه نائبان في النائب الأول لرئيس الوزراء والنائب الثاني لرئيس الوزراء. ويشغل هذين المنصبين عبد الغني برادار وعبد السلام حنفي على التوالي.
رئيس الوزراء ونواب رئيس الوزراء أعضاء في مجلس القيادة، وغالبًا ما يكونون رؤساء أو أعضاء في هيئة الشؤون السياسية.

### مجلس الوزراء في أفغانستان
الحكومة الحالية هي حكومة تصريف أعمال تم الإعلان عنها في 7 سبتمبر 2021 مع جميع المناصب باستثناء وزير الصحة لأعضاء طالبان، وجميعهم من الذكور، ومعظمهم من البشتون. بحلول 21 سبتمبر 2021، تم الإعلان عن نواب وزراء إضافيين مع أعضاء من مناطق الأقليات المهمة مثل بانجشير وبغلان وسار أي بول. وكان العديد من نواب الوزراء من الطاجيك والأوزبك والهزارة. ومع ذلك لم يتم تضمين النساء.
مجلس الوزراء مسؤول عن الإشراف على الخدمة المدنية الأفغانية من خلال تنسيق عمل وزارته ورؤساء الوكالات فيه. من الناحية النظرية، فإن مجلس القيادة مسؤول عن الإشراف على عمل مجلس الوزراء والتعيين المباشر للمناصب الرئيسية مثل رئيس الوزراء ووزير الداخلية ووزير الخارجية ووزير الدفاع. ومع ذلك، فمن الناحية العملية، فإن معظم أعضاء مجلس الوزراء هم أيضًا أعضاء في مجلس القيادة وهم إما أعضاء أو رؤساء لجانهم داخلهم، ويخاطبون للمرشد الأعلى.

## القضاء
خارج وزارة العدل، لا يوجد نظام قضائي رسمي معروف يعمل في إطار أي شكل من أشكال الحكومة السابقة. يعتمد النظام القضائي حاليًا على المحاكم الخاصة التي تم إنشاؤها أثناء تمرد طالبان وتم ترحيلها أيضًا من أول إمارة إسلامية في أفغانستان من عام 1996.

### عرض القضايا
إلى عام 2001. الهيكل القضائي الحالي هو رسميًا جزء من مجلس القيادة.
يتعرض النظام القضائي لانتقادات شديدة من قبل القانون وحقوق الإنسان بسبب الافتقار التام للإجراءات القانونية الواجبة والعقوبات الشديدة وغياب التمثيل القانوني للمدعى عليهم. ومع ذلك، يجادل آخرون بأنه بسبب الفساد الحكومي، فإن النظام القضائي لطالبان أكثر سرعة وفعالية في إقامة العدل. ولهذا السبب، غالبًا ما كان السكان المحليون في المناطق الريفية يلتمسون محاكم الطالباني لحل القضايا.

### المحكمة العليا
المحكمة العليا هي محكمة عليا مستمرة لجمهورية أفغانستان الإسلامية. وهي تعمل كمحكمة الملاذ الأخير، ومع ذلك، فإن رئيس محكمة العدل العليا، كجزء من مجلس القيادة، مسؤول فقط أمام أمير المؤمنين. يتم تعيين رئيس المحكمة العليا من قبل أمير المؤمنين بالتشاور مع مجلس القيادة.

### محاكم المقاطعات
لكل مقاطعة محكمة إقليمية تتكون من قاضٍ واحد وعالِمين من العلماء. تعمل محاكم المقاطعات كمحكمة من الدرجة الثانية تحل القضايا التي لا يمكن حلها على المستوى المحلي. يتم ترشيح قضاة محاكم الأقاليم من قبل حكام الولايات للموافقة عليها وتعيينهم من قبل أمير المؤمنين.

### المحاكم المحلية
تم التعامل مع النزاعات القانونية أولاً من قبل المجالس التي عقدت على مستوى المقاطعة والبلدية والقرية. يتولى عدد من العلماء وقائد، إذا كانت القضية تتعلق بالمقاتلين، رئاسة القضايا. في المدن الكبرى مثل كابول أو قندهار أو هرات أو مزار الشريف، يتم التعامل مع القضايا من قبل قاضٍ واحد على دراية بالفقه.

## التقسيمات الإدارية

### المقاطعات
يرأس المحافظات محافظون يعينهم أمير المؤمنين بالتشاور مع مجلس القيادة. يشرف المحافظ بدوره على إدارة المحافظة من خلال تشكيل لجان مختلفة للتعامل مع مختلف جوانب الحكم والأمن. ترأس الحاكم الإقليمي العديد من حكام المقاطعات الذين تم تعيينهم أيضًا من قبل القيادة العليا.

### المناطق
كما هو الحال مع جمهورية أفغانستان الإسلامية، تتكون المقاطعات من عدة مقاطعات يرأسها حاكم. كما هو الحال مع محافظ المقاطعة، يشرف حاكم المنطقة على الخدمة المدنية في منطقتهم في شكل عدة لجان للإشراف على مختلف جوانب الحكم.

## قوات الأمن
تقع مسؤولية الأمن الداخلي والخارجي لإمارة أفغانستان الإسلامية على عاتق وزارة الداخلية ووزارة الدفاع على التوالي. ورئيسا هاتين الوزارتين هما محمد يعقوب، رئيس هيئة الشؤون العسكرية في مجلس القيادة ونجل الملا عمر، وسراج الدين حقاني، رئيس شبكة حقاني.
ينقسم الجيش الإسلامي الأفغاني حاليًا إلى عدة فيالق، يحل معظمها محل الفيلق السبعة في الجيش الوطني الأفغاني. تم سردها أدناه.
| فيلق             | السلك السابق | أمر                                                                                       | المرجع (ق) |
| ---------------- | ------------ | ----------------------------------------------------------------------------------------- | ---------- |
| فيلق كابول       | فيلق 201     | قاري باريال (رئيس الأركان) حمد الله (القائد) مولوي نصرت (نائب القائد)                     | [ 19 ]     |
| فيلق لغمان       | فيلق 201     | عبد الرحمن منصور (رئيس الأركان) ابو دجانة (الرئيس) ابراهيم (نائب القائد)                  | [ 19 ]     |
| فيلق باكتيا      | 203 الفيلق   | أحمد الله مبارك (رئيس الأركان) محمد أيوب (القائد) روهول أمين (نائب القائد)                | [ 19 ]     |
| فيلق قندهار      | الفيلق 205   | حزب الله أفغاني (رئيس الأركان) مهر الله حمد (القائد) والي جان حمزة (نائب القائد)          | [ 19 ]     |
| فيلق هرات        | الفيلق 207   | محمد ظريف مظفر (القائد) عبد الشكور باريالي (نائب القائد) عبد الرحمن حقاني (نائب القائد)   | [ 19 ]     |
| فيلق مزار الشريف | فيلق 209     | عبد الرزاق فيض الله (رئيس الأركان) عطاء الله عمري (القائد) مولفي أمان الدين (نائب القائد) | [ 19 ]     |
| فيلق هلمند       | الفيلق 215   | محمد خان دواات (رئيس الأركان) شرف الدين تقي (القائد) محب الله نصرت (نائب القائد)          | [ 19 ]     |
| فيلق قندوز       | الفيلق 217   | محمد شفيق (نائب القائد) رحمة الله محمد (القائد) محمد إسماعيل تركمان (نائب القائد)         | [ 19 ]     |

يحتفظ الجيش الإسلامي الأفغاني أيضًا بالعديد من وحدات القوات الخاصة، والعديد منها له علاقات وثيقة بشبكة حقاني ويتم تدريبها من قبلها، وهي:
| وحدة           | نوع           | دور                                   |
| -------------- | ------------- | ------------------------------------- |
| كتيبة بدري 313 | القوات الخاصة | حرب المدن، الانتحاريون، الأمن الوقائي |
| الوحدة الحمراء | القوات الخاصة | عمليات خاصة                           |
| عسكر المنشوري  | حرس الحدود    | مفجرون انتحاريون                      |